# Парамун (тврђава)
Парамун је утврђење у Србији чије се рушевине налазе код истоименог места, 9 километара северозападно од Косјерића. Смештен је на на локалитету Главица у речној окуци и већим делом је порушен. На његовој основи неправилног облика могу се уочити остаци куле кружне основе, смештене на његовом југоисточном делу. У његовој унутрашњости се виде остаци грађевине смештене уз бедем, док се на највишој тачки тврђаве налазе рушевине грађевине издужене основе. Њен источни крај има облик полукруга, због чега је локално становништво верује да се ради о некадашњој цркви и зове је Црквина.У њеним темељима откопан је један римски надгробни споменик.
Северозападно од остатака тврђаве, у горњем делу самог села, налази се локалитет Стара Манастирина, смештен поред извора Дубоко, за који локално становништво верује да је место на коме се некада налазио манастир посвећен светом Парамуну.

## Напомена
1. ↑  Код православних цркава олтарски део се налази на истоку и обично је смештен у апсиди полукружног облика.